# Axel Sjöblom
Axel Adolf Sjöblom (Stockholm, 17 december 1882 - Stockholm, 10 oktober 1951) was een Zweeds turner.
Sjöblom won in 1908 met de Zweedse ploeg olympisch goud op de meerkamp.

## Olympische Zomerspelen
| Jaar | Plaats | Resultaten |
| ---- | ------ | ---------- |
| 1908 | Londen | team       |